# Jules Ottenstadion
Jules Ottenstadion (česky: Stadion Julese Ottena) byl fotbalový stadion v belgickém městě Gent. Byl domácím stánkem klubu KAA Gent. Otevřen byl 22. srpna 1920 korunním princem Leopoldem III. a nesl jméno jednoho ze zakladatelů klubu Julese Ottena. Jeho kapacita v roce 2009 byla 12 919 míst. Do areálu stadionu patřila i tenisová hřiště a dvě hřiště na pozemní hokej.
Klub KAA Gent se přestěhoval na nově zbudovaný stadion Ghelamco Arena (jiným názvem Arteveldstadion), který má kapacitu 20 000 diváků. Ottenův stadion byl v roce 2013 zbourán a na jeho místě má vzniknout obytný komplex.